# Glas (automóviles)

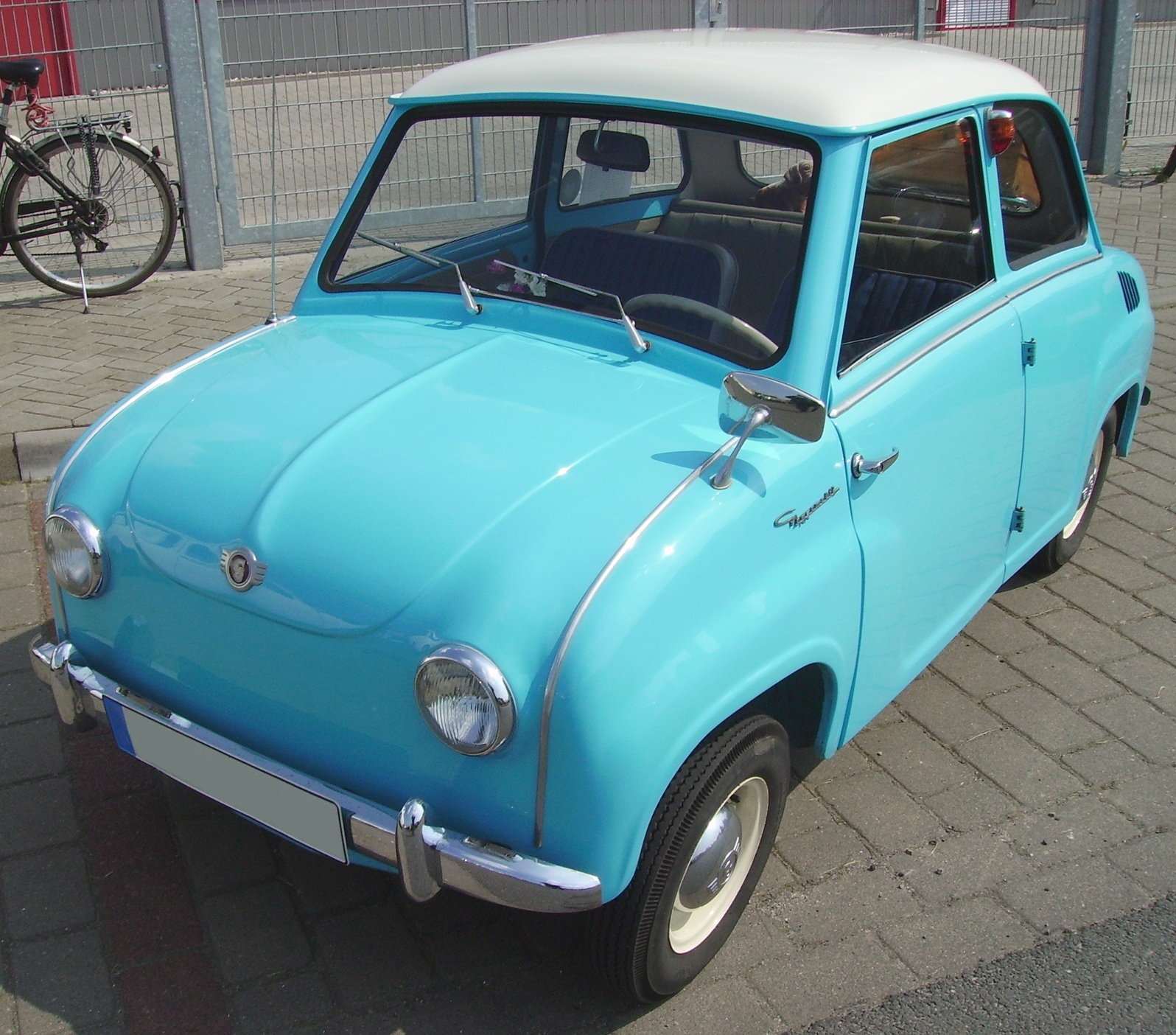
Glas Goggomobil 250

Hans Glas Gesellschaft mit beschränkter Haftung (Hans Glas Sociedad Limitada en alemán) fue una empresa automotriz alemana, que tenía su sede en Dingolfing. Fundada en 1893, originalmente era una fábrica de maquinaria agrícola, que se convirtió primero en un productor de escúteres y motocarros y después de automóviles.
La firma sería comprada por BMW en 1966, principalmente para poder disponer de sus patentes, dado que poco tiempo antes Glas había sido el primer fabricante en utilizar una correa de distribución con un árbol de levas en cabeza en una aplicación automotriz. La nueva casa matriz eliminó poco después la limitada gama de modelos de Glas.

## Historia

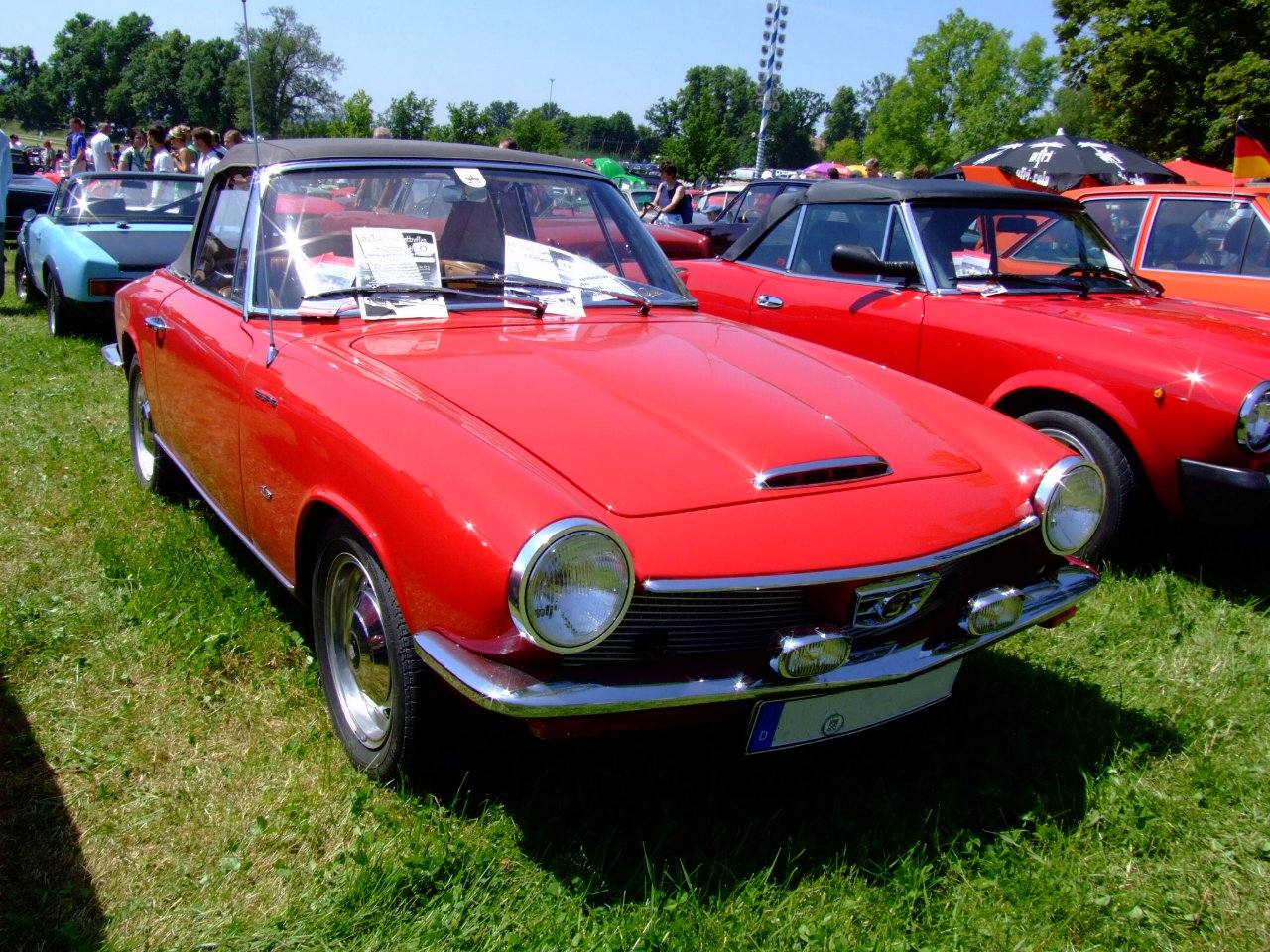
Glas 1700 GT Cabriolet, 1965

Andreas Glas (nacido en 1857, hijo de Maurus, quien fundó en 1860 en Freising la primera fábrica de máquinas agrícolas de Baviera) era un mecánico que a su vez fundó una empresa propia de reparación de máquinas agrícolas en 1883 en Pilsting. Llamó a la empresa "Andreas Glas, Reparaturwerkstätte für landwirtschaftliche Maschinen mit Dampfbetrieb" (Andreas Glas, taller de reparación de máquinas agrícolas de vapor). Durante los períodos de verano trabajaban en la compañía unas 16 personas. En 1905, la empresa de Andreas Glas construyó sus primeras sembradoras, obteniendo suficiente trabajo como para emplear a todos sus empleados durante los inviernos. La producción de sembradoras aumentó de año en año, pasando de 10 unidades en 1905 a 254 en el invierno de 1907-1908.
En 1906, Andreas Glas incorporó un socio financiero a la empresa, que pasó a denominarse Glas & Lohn, aunque la sociedad terminó en 1911. La producción de Glas se debió trasladar en 1908 a Dingolfing con el fin de evitar la norma que prohibía a las fábricas locales participar en la importante exposición de maquinaria agrícola de Pilsting. La nueva fábrica comenzó produciendo 150 sembradoras al año, aumentando progresivamente.
Glas Werke AG se convirtió en una sociedad anónima asociada con Stumm Group en 1920, alianza que duró hasta 1931. En 1924, Hans Glas pasó a dirigir la empresa, cuyos derechos compró a los accionistas en 1933.
Después de Segunda Guerra Mundial, el mercado de las máquinas sembradoras estaba en declive y la empresa comenzó a fabricar pequeñas máquinas agrícolas y más tarde maquinaria para panaderías. Poco después, en 1949, Glas Werke se convirtió en una empresa familiar con el nombre de Hans Glas GmbH (Ltd), en la que participaron sus hijos Andreas (1923-1990) y Hertha.

## Productos

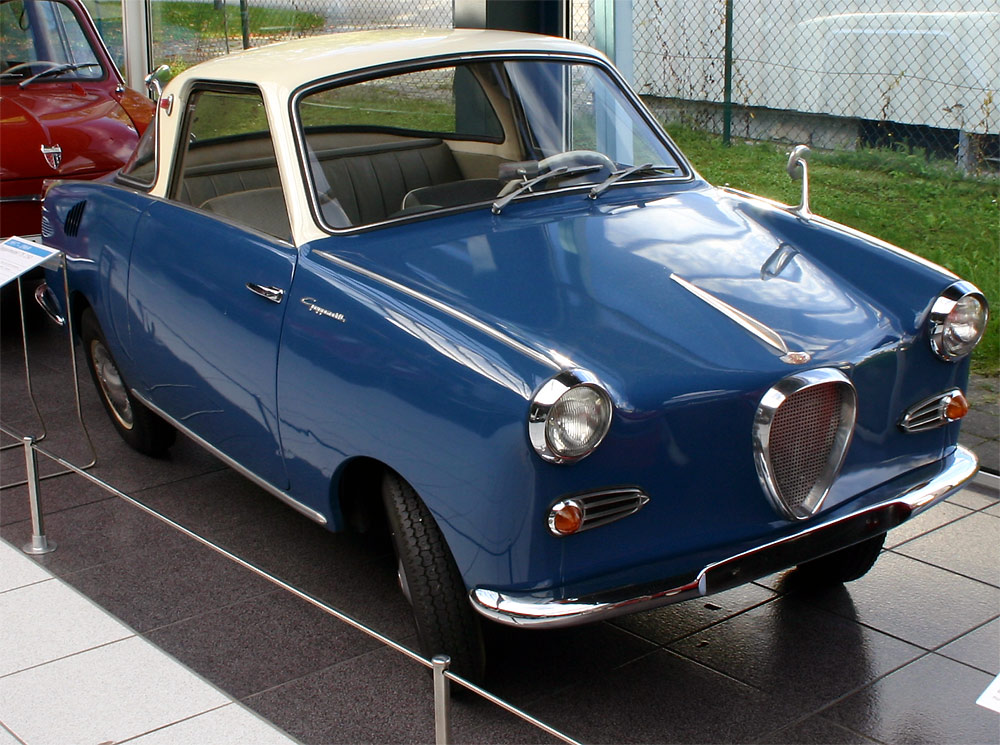
Goggomobil TS 250 Cupé

Glas comenzó a ser conocida por sus pequeños automóviles, como el Goggomobil. Sin embargo, en 1964 la compañía presentó el cupé Glas 1300GT y más tarde el 1700GT, cuya carrocería fue diseñada por Pietro Frua. Sin embargo, la competencia, principalmente de los automóviles británicos, era muy dura, y en 1966 se lanzó el 2600GT propulsado por un motor con árbol de levas en cabeza V8, con una cilindrada de poco menos de 2,6 litros. Pero este modelo no consiguió afianzar la compañía, y poco después, ese mismo año, fue vendida a BMW. El nuevo propietario mantuvo en producción los modelos Glas, pero equipados con motores BMW. El cupé Glas 1300 GT pasó a utilizar un motor BMW de 1,6 litros y fue rebautizado como BMW 1600 GT. BMW también usó un motor de 3 litros, llamando al modelo 3000 GT, que mantuvo el nombre de Glas, pero con un logo de BMW en la parte delantera y otro en la trasera. En 1968, BMW creó su propio gran cupé, el BMW 2500 CS, y esto significó el final para Glas. Se fabricaron 277 unidades del 2600 GT y 389 del 3000 GT.

### Escúteres

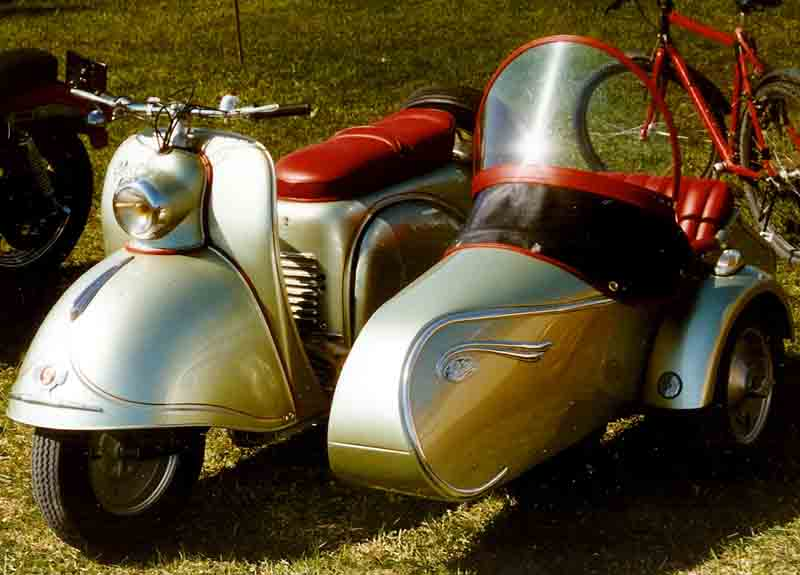
Escúter Glas Goggo con sidecar

En 1951 Andreas Glas (1923-1990), hijo de Hans Glas, vio el escúter Vespa de Piaggio en una exposición de máquinas agrícolas en Verona, Italia. Estaba tan entusiasmado que comenzó a producir motocicletas en julio de aquel año.
El escúter debutó con un motor de 125 cc, aumentado con el tiempo a 150 cc y 200 cc. Hasta 1956 se fabricaron 46.181 unidades. La producción de escúteres se detuvo debido al inicio de la fabricación de los autos Goggomobil. Desde 1953 en adelante, también se construyeron pequeños escúteres motocarro. Con el motor de 200 cc y 9,5 caballos, tenían una capacidad de carga de 200 kg.

### Coches

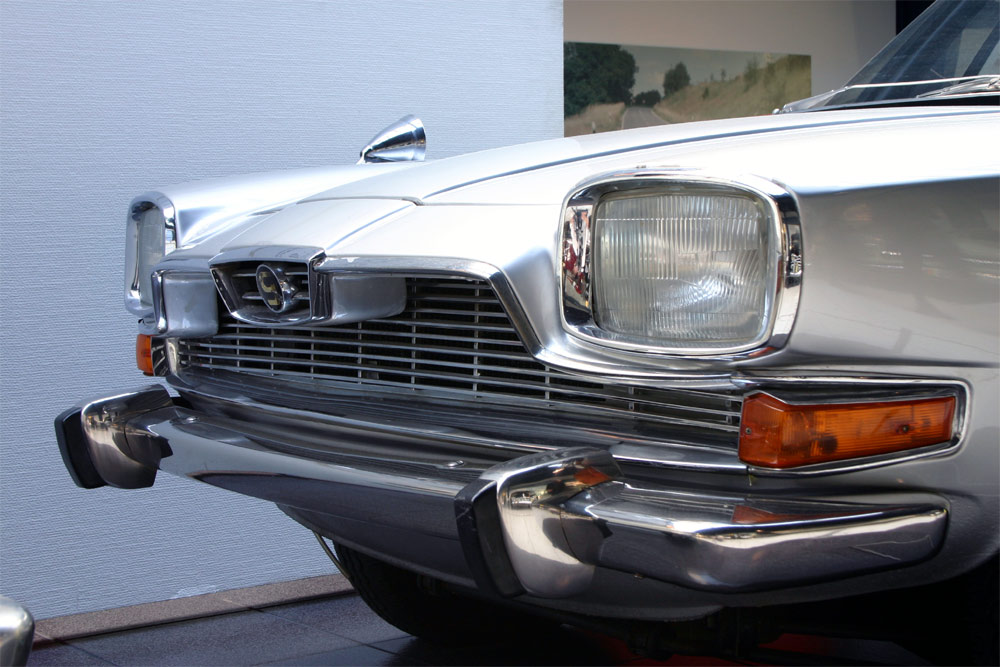
Glas 2600 de 1966 con el logo de Glas, apodado Glaserati

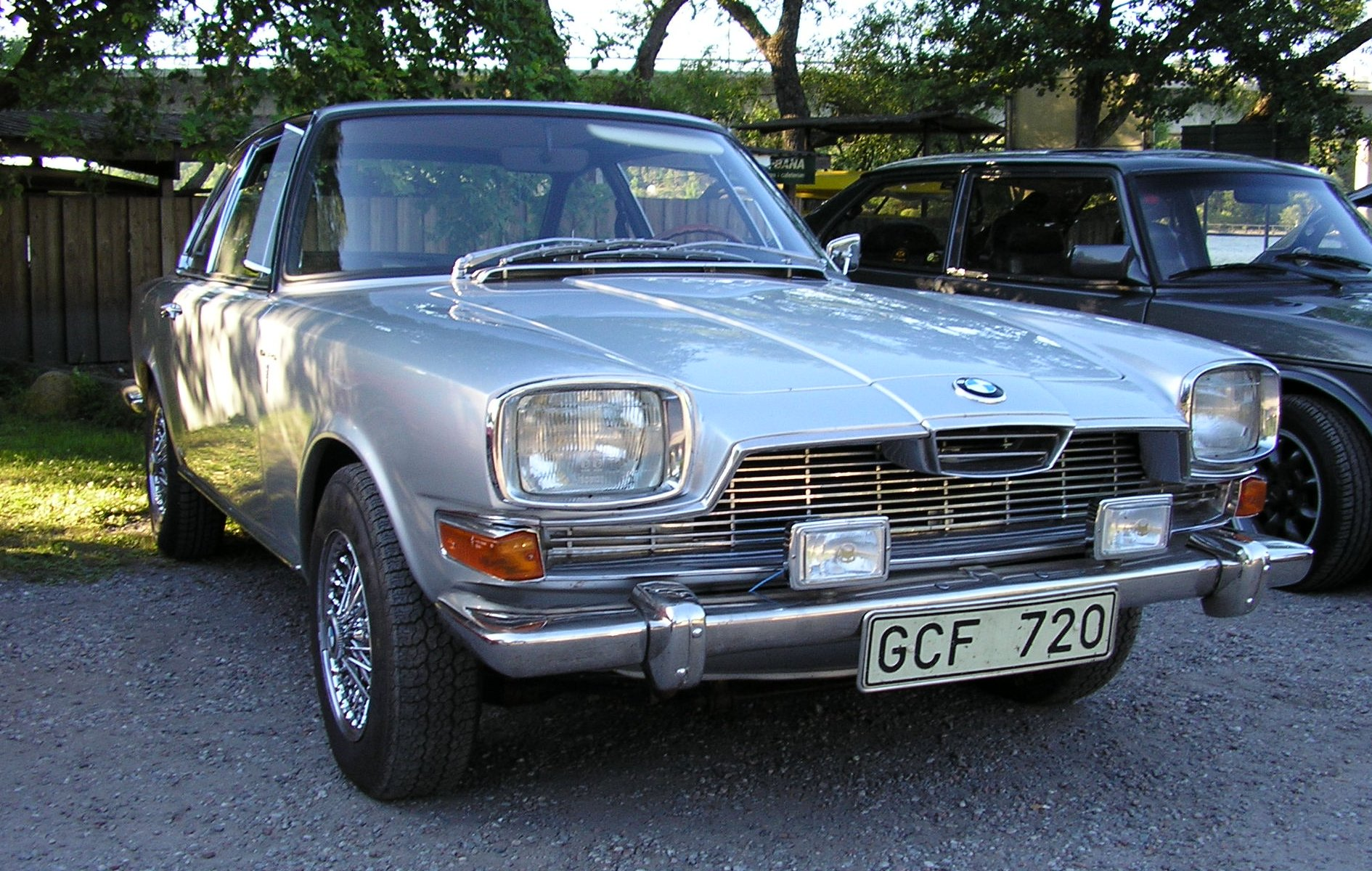
BMW Glas 3000GT de 1968. Obsérvese el logo delantero de BMW, aunque el coche no recuerda a los modelos de la marca bávara

- Goggomobil T250, T300, T400, Sedán (1955-1969), Cupé (1957-1969), Transporter (1957-1965)
- Glas Isar T600, T700 (1958-1965)
- Glas 1004, 1204, 1304 (1962-1968)
- Glas 1300 GT, 1700 GT (1963-1967)
- Glas 1700 (1964-1968)
- Glas 2600 V8, 3000 V8 ("Glaserati") (1966-1968)

## Absorción por BMW
En 1962, BMW lanzó el BMW 1500 ”Neue Klasse”. El éxito del popular compacto de cuatro puertas agotó la capacidad de producción de la planta de Múnich. En 1966, la dirección decidió comprar Glas y absorber su línea de modelos.
La mayor parte de la gama existente de Glas se retiró, mientras que algunos modelos terminaron siendo etiquetados como BMW hasta que la compañía fue absorbida por completo. Se decía que la adquisición se debió principalmente para obtener acceso al desarrollo de Glas de la correa de distribución con un árbol de levas en cabeza en aplicaciones automotrices, aunque también se pudo ver la planta de Glas en Dingolfing como otro incentivo más. Sin embargo, esta fábrica estaba obsoleta y la mayor ganancia inmediata de BMW fue, según ellos mismos, un grupo altamente cualificado de ingenieros y de otro personal. La factoría de Glas inició la fabricación de los ejes delantero y trasero de BMW hasta que pudo modernizarse e incorporarse por completo a BMW.
BMW retiró inmediatamente la mayor parte de la gama Glas, incluidos todos los microcoches obsoletos.

### Cambios bajo BMW
- El tipo 04, el GT y el sedán 1700 recibieron insignias de BMW en el último año de su producción.
- El GT fue rediseñado, por lo que se construyó con un motor y eje trasero BMW y se vendió como BMW 1600 GT hasta 1968.
- El V8 tenía el motor más grande construido por Glas y también se vendió hasta 1968 como BMW-GLAS 3000 V8.
- El sedán 1700 fue construido y vendido por un importador sudafricano con varios cambios como BMW 1800 SA hasta 1974.
- El Goggomobil T300, T400, T400 Cupé (rebautizado como Sport), Glas Isar T700 y Glas 1204 obtuvieron la licencia de fabricación en Argentina durante la década de 1960.[6]

### Cierre
A finales de la década de 1960, BMW cerró Glas y construyó unas instalaciones completamente nuevas, que finalmente se convertirían en un importante centro de producción. En 2008, la planta de Dingolfing era la fábrica más grande de BMW, con 22.000 trabajadores que producían automóviles de las series 5, 6 y 7, y también carrocerías para Rolls-Royce.